# Madranges
Madranges – miejscowość i gmina we Francji, w regionie Nowa Akwitania, w departamencie Corrèze.
Według danych na rok 1990 gminę zamieszkiwały 174 osoby, a gęstość zaludnienia wynosiła 14 osób/km² (wśród 747 gmin Limousin Madranges plasuje się na 454. miejscu pod względem liczby ludności, natomiast pod względem powierzchni na miejscu 506.).